# Babak Zanjani
Babak Morteza Zanjani ( persa : بابک مرتضی زنجانی , nascido em 21 de março de 1974) é um bilionário iraniano e magnata empresarial. Ele era o diretor-gerente do Sorinet Group, com sede nos Emirados Árabes Unidos, um dos maiores conglomerados comerciais do Irã. No final de 2013, ele foi preso e acusado de reter US $ 2,7 bilhões de dinheiro do governo do Ministério do Petróleo, em suas tentativas de facilitar a receita de petróleo do Irã prejudicada pelas sanções contra o Irã.

## Sorinet Group
Sorinet Group ( persa : گروه شرکتهای سورینت ) é um conglomerado empresarial iraniano. A empresa é um dos maiores conglomerados comerciais do Irã. Os negócios da Sorinet incluem cosméticos, finanças e serviços bancários, hospitalidade, aviação comercial, infra-estrutura, material de construção, tecnologia da informação e desenvolvimento imobiliário internacional. Atua em países como o Irã, Emirados Árabes Unidos, Turquia, Tajiquistão, Malásia, China. Por sua vez também possui a Qeshm Airlines e o Rah Ahan Sorinet FC no Irã.
Em 2013, Zanjani afirmou que seu patrimônio líquido era de US $ 13,5 bilhões.

## Sanções da UE contra o Irã
Zanjani foi nomeado nas medidas restritivas contra o Irã em dezembro de 2012 pelo conselho da UE com base em "auxiliar as entidades designadas a violar as disposições do regulamento da UE sobre o Irã e está fornecendo apoio financeiro ao governo do Irã". Zanjani foi reivindicado como "um facilitador chave para as ofertas de petróleo iraniano e a transferência de dinheiro relacionado ao petróleo".  Ele negou a acusação, recusando os laços com o governo iraniano e chamando a decisão dos europeus de "um erro".
As sanções da UE contra o Irã descrevem Zanjani como "um facilitador chave para as ofertas de petróleo iranianas e a transferência de dinheiro relacionado com o petróleo" e acusa o primeiro banco islâmico de ser usado para canalizar pagamentos iranianos relacionados ao petróleo. Zanjani disse que a natureza complexa das transações de suas empresas, envolvendo grandes somas, poderia ter induzido em erro as autoridades da UE. As empresas de Zanjani estão ou podem estar envolvidas no contrabando de petróleo Labuan no Irã na costa leste da Malásia. Labuan tem servido como um ponto de entrega para o petróleo iraniano.

## Acusação de Dupla Nacionalidade

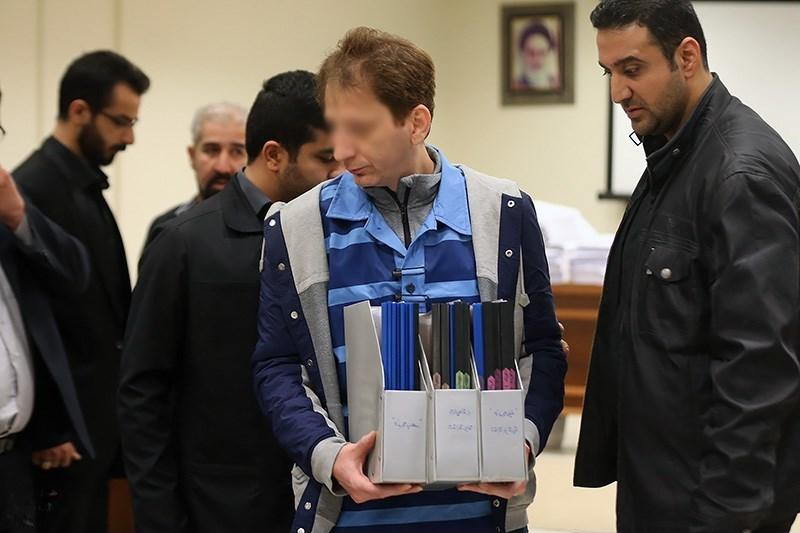
Babak Zanjani Após seu Julgamento na Corte Revolucionária Islâmica a 11 de Novembro de 2015

Em janeiro de 2013, um site de notícias iraniano, Baztab, informou que Zanjani possui um passaporte dinamarquês, além de seu iraniano, uma reivindicação que mais tarde foi negada por Zanjani. Ele chamou a cópia do passaporte "falso", dizendo em uma entrevista com o site de notícias do Rahahan FC, seu time de futebol: "Esta história a cópia do meu passaporte é muito mal fabricada que eles mesmo colocaram minha foto no passaporte sem uma. No entanto, é obrigatório amarrar uma gravata para tirar fotos de passaportes europeus ", o que não é verídico 

## Detenção e Julgamento
Em 30 de dezembro de 2013, Zanjani foi preso pela polícia iraniana por seu suposto papel no escândalo de corrupção na Turquia , no qual ele foi acusado de desviar de mais de 2,7 bilhões de euros.  Alguns dias depois, um porta-voz do Banco Nacional do Tajiquistão negou qualquer cooperação entre o Zanjani e o banco e alegou que todos os documentos apresentados por Zanjani sobre suas comunicações de dois sentidos eram falsos. Em 6 de março de 2016, ele foi condenado e condenado à morte por desfalque e " espalhando corrupção na terra ". 